# Pocahontas County, West Virginia
Pocahontas County är ett administrativt område i delstaten West Virginia, USA, med 8 719 invånare. Den administrativa huvudorten (county seat) är Marlinton.

## Geografi
Enligt United States Census Bureau har countyt en total area på 2 439 km². 2 435 km² av den arean är land och 4 km² är vatten.

### Angränsande countyn
- Randolph County - nord
- Pendleton County - nordost
- Highland County, Virginia - öst
- Bath County, Virginia - sydost
- Greenbrier County - sydväst
- Webster County - nordväst